# Reazione di Henry
La reazione di Henry avviene tra lo ione nitronato ed il gruppo carbonilico di aldeidi e chetoni.

## Meccanismo di reazione
I nitrocomposti con almeno un idrogeno sul carbonio alfa rispetto al nitrogruppo, hanno la tendenza a perdere l'idrogeno acido se opportunamente trattati con una base. Si ottiene la formazione dello ione nitronato stabile per risonanza.
Lo ione nitronato reagisce con il gruppo carbonilico di aldeidi e chetoni, addizionandolo e formando beta-idrossinitrocomposti dopo opportuna acidificazione.
I beta-idrossinitrocomposti per disidratazione, ovvero trattando ad esempio con anidride acetica, generano composti nitro alfa,beta-insaturi.